# Tetraponera nasuta
Tetraponera nasuta är en myrart som beskrevs av Bernard 1953. Tetraponera nasuta ingår i släktet Tetraponera och familjen myror. Inga underarter finns listade i Catalogue of Life.